# 中西香爾
中西香爾（日语：／ Nakanishi Kōji，1925年5月11日—2019年3月28日），出生於英屬香港，日本化學家，曾任美國哥倫比亞大學教授（Centennial Professor of Chemistry）。文化勳章表彰。文化功勞者。追贈從三位。
中西教授發表的論文超過800篇，通曉日語、英語、法語、阿拉伯語。他曾獲得日本人首座Paul Karrer Gold Medal、Arthur C. Cope Award與Scheele Award，也是繼野依良治之後日本人第2位費薩爾國王國際獎得主。美國化學會與日本化學會共同設有「中西獎」（Nakanishi Prize）紀念其功績。
中西教授以銀杏內酯研究馳名，世稱「構造生物有機化學之父」。

## 生平
1925年5月11日，中西香爾誕生於英屬香港，跟隨擔任銀行家的父親，在法國里昂、英國倫敦、埃及亞歷山大港多地度過童年
。之後，中西回到日本就學，並從名古屋大學理學部畢業，獲理學博士學位（名古屋大學）。
中西從哈佛大學研修返日後，歷任名古屋大學助教授、東京教育大學教授、東北大學教授等職。1969年開始他終身任教於美國哥倫比亞大學。
中西育有2子Keiko與Jun，有3個孫子－－Aya、Kenji、Pico。其中Pico就讀於中西服務的哥倫比亞大學。
中西的業餘興趣是魔術，常在演講中露一手。
學術系譜
下村脩：2008年諾貝爾化學獎得主，與中西香爾師出同門（平田義正）。
大村智：2015年諾貝爾生理學或醫學獎得主，是中西香爾任教於東京教育大學時的旁聽生，大村受到中西的推薦，至東京理科大學繼續深造。
中西重忠：京都大學教授，中西香爾的姪子，叔姪兩人都被視為諾貝爾獎候選人。

## 貢獻
- 具有生物活性的天然有機化合物研究。
  - 揭示了200個以上天然有機化合物的化學結構。
- 圓二色性研究。
- 測定核極化效應（英语：Nuclear Overhauser effect）結構的技術。
- 銀杏及其化合物銀杏內酯的研究。
- G蛋白研究。

## 榮譽
中西獲得許多國家的榮譽，包括美國、日本、保加利亞、中國、捷克、荷蘭、義大利、沙烏地阿拉伯與瑞典。以下為主要榮譽：
- 1978年 Ernest Guenther Award
- 1986年 Paul Karrer Gold Medal（英语：Paul Karrer Gold Medal）
- 1990年 日本學士院獎・恩賜獎
- 1990年 Arthur C. Cope Award（英语：Arthur C. Cope Award）（美國化學會）
- 1992年 Scheele Award（英语：Scheele Award）
- 1994年 美國國家科學院化學獎
- 1996年 Welch Award in Chemistry
- 1999年 文化功勞者
- 2003年 費薩爾國王國際獎（英语：King Faisal International Prize）（科學部門）
- 2004年 四面體獎
- 2007年 文化勳章[7]
- 2019年 從三位[8]

## 榮譽博士
- 威廉姆斯學院
- 喬治城大學
- 烏普薩拉大學

## 外部連結
- Koji Nakanishi Research Group Home Page （页面存档备份，存于）（英文）